# Broussonetia
Genre
Classification phylogénétique

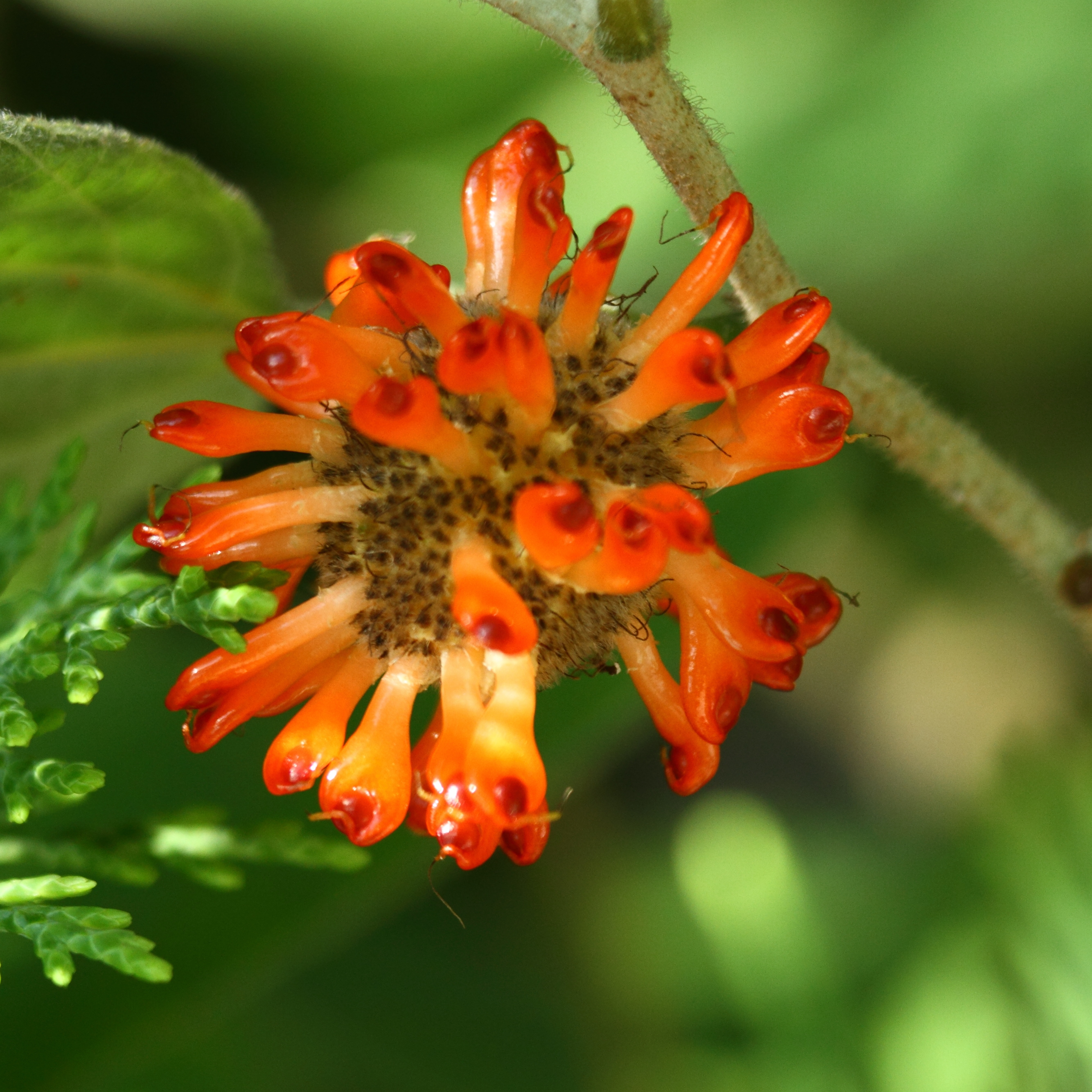
Fruit du murier à papier.

Broussonetia est un genre de plantes à fleurs de la famille des Moraceae originaire d'Extrême-Orient, dont l'espèce la plus connue est le mûrier à papier. 
Le nom de ce genre rend hommage à Pierre Marie Auguste Broussonet (1761-1807), botaniste français qui fut le premier à introduire des pieds femelles de mûrier à papier de Chine à la fin du XVIIIe siècle.

## Principales espèces
- Broussonetia papyrifera (L.) L'Hér. ex Vent., le mûrier à papier
- Broussonetia kazinoki Siebold
- Broussonetia kazinoki x Broussonetia papyrifera